# Delta Scuti
Désignations
Delta Scuti (δ Sct / δ Scuti) est une étoile variable de cinquième magnitude de la constellation de l'Écu de Sobieski. D'après la mesure de sa parallaxe annuelle par le satellite Gaia, elle se trouve à environ 201 années-lumière du Système solaire. Elle s'en rapproche à une vitesse radiale de −45 km/s.
Delta Scuti est le prototype des étoiles variables de type Delta Scuti. Il s'agit d'une géante jaune-blanc de type spectral F2II-III. Elle pulse régulièrement avec une période de 4,65 heures, entrainant des variations de luminosité de la magnitude +4,60 à +4,79.
Cette étoile possède deux compagnons optiques : Delta Scuti B, de magnitude +12,2 et située à une distance apparente de 15,2 secondes d'arc, et Delta Scuti C, de magnitude +9,2, située à 53 secondes d'arc.
Dans 1,1 à 1,3 million d'années, Delta Scuti ne sera plus qu'à une dizaine d'années-lumière du Système solaire, et deviendra l'étoile la plus brillante du ciel nocturne, atteignant une magnitude de -1,84.

## Désignations
δ Scuti était auparavant connue en tant que 2 Aquilae. En effet, John Flamsteed ne reconnaissait pas l'Écu comme une constellation à part entière et inclut plusieurs de ses étoiles dans la constellation de l'Aigle. La désignation « δ Scuti » fut attribuée à l'étoile non pas par Bayer (qui vécut avant qu'Hevelius ne crée la constellation) mais ultérieurement par Benjamin Gould en 1879,.